# بلوستاكس
بلوستاكس (بالإنجليزية: BlueStacks)‏ هو برنامج محاكٍ لنظام أندرويد، يسمح لمستخدمي نظام ويندوز أوماك بتشغيل تطبيقات الاندرويد على الحاسوب.
أُسِّسَت Bluestacks في عام 2011 وطورت برنامجا يعمل على الحاسوب ليحاكي اندرويد النظام المفتوح المصدر.